# نظرة (قصة قصيرة)
نظرة قصة قصيرة  للكاتب الدكتور يوسف إدريس نشرت ضمن كتاب «أرخص ليال» عام 1956 وهي عبارة عن مجموعة قصص قصيرة. هذه القصة تتحدث عن قضايا ومشكلات المجتمع المعاصر وتهدف إلى مساعدة الضعفاء ولفت الأنظار إلى الطبقة الفقيرة في المجتمع. قصة محزنة عن فتاة صغيرة فقيرة تحن إلى اللعب والمرح.

## القصة
تروي القصة مشهد واحد حيث يقف الكاتب في الشارع ويشاهد فتاة صغيرة تعمل "خادمة" وتحمل فوق رأسها «صينية بطاطس بالفرن» وفوق هذه الصينية الصغيرة حوض واسع من الصاج مفروش بالفطائر المخبوزة. وكان الحوض قد انزلق عن يدها حتى أصبح ما تحمله كله مهددا بالسقوط، وهايحاول الكاتب مساعدة الفتاة و ينصحها بالعودة إلي الفرن، وكان قريبا، حيث تترك الصاج وتعود فتأخذه. وتمضي الفتاة وهي تغمغم بكلام كثير لم تلتقط الأذن منه إلا كلمة «ستّي» وهي تخترق الشارع العريض المزدحم بالسيارات، ويراقب الكاتب في عجب وهي تنشب قدميها العاريتين كمخالب الكتكوت في الأرض، وتهتز وهي تتحرك، ثم تنظر هنا وهناك، وتخطو خطوات ثابتة قليلة، وأخيرا تتمكن الخادمة الطفلة من اختراق الشارع المزدحم في بطء، ثم تقف في ثبات تتفرج، ووجها يتابع كرة من المطاط يتقاذفها أطفال في مثل حجمها، وأكبر منها، وهم يهللون ويصرخون ويضحكون ثم تسير، وقبل أن تنحرف، تستدير علي مهل وتلقي نظرة علي الكرة والأطفال نظرة طويلة ثم تبتلعها الحارة.

## نقد وتعليقات
قدم موقع ”المكتبة الشاملة" تفصيل جماليات القصة كما يلي:
بين «طفلة صغيرة» و«انسانًا كبيرًا».. طباق يوضح المعنى ويقويه
صغيرة.. تدل على حاجتها إلى المساعدة والرحمة
قد انزلق.. أسلوب توكيد مؤكد بقد، تمثل عنصر في الأزمة القصصية
قبضتها الصغيرة التي استماتت عليها.. كناية عن قوة إمساكها بالحوض
لم تطل دهشتي وأنا أحدق.. يدل على سرعة استجابته لرغبة الطفلة
الحيرى.. يدل على سيطرة الاضطراب عليها
سبلاً.. يدل على كثرة الطرق التي حاول بها الكاتب مساعدتها
ما بين أسوي ويميل.. طباق يوضح المعنى ويقويه
تغمغم.. تدل على عدم قدرتها على الإفصاح عما تعانيه من آلام
لم تلتقط أذني منه إلا كلمة ستي.. أسلوب قصر أداته النفي والاستثناء، غرضه التخصيص والتوكيد
ستي.. كانت رمزًا لكل مظاهر الخوف والتسلط
ما كنت أرى لها رأسًا وقد حجبه الحمل.. كناية عن صغر رأسها
تغمغم بكلام كثير.. كناية عن اضطرابها
ثوبها القصير الواسع المهلهل الذي يشبه قطعة القماش التي ينظف بها الفرن.. هذا التشبيه يدل على فقرها وقسوة ستها
رجليها اللتين تطلان كمسمارين رفيعين.. يدل على الهزال والفقر الشديد
تنشب قدميها العاريتين كمخالب الكتكوت في الأرض.. يدل على دقة أصابعها وفقرها
الفتحات الصغيرة الداكنة.. كناية عن عينيها الصغيرتين، استعارة تصريحية شبه عينيها بالفتحات
تستقر.. تدل على ثقل الحمل وثباته
مخالب الكتكوت.. حول الكاتب أظافر الكتكوت إلى مخالب ليوحي بأن الطفلة تحولت أصابعها الصغيرة إلى مخالب مجاراة للأقدار التي فرضت عليها أن تتحول إلى مخلوق له مخالب
رأسها.. مجاز مرسل عن عقلها علاقته كلية
بطء كحكمة الكبار.. تشبيه يدل على حسن تصرفها
امتصتني كل دقيقة.. «صورة مركبة» كناية عن شدة المتابعة والإشفاق عليها، استعارة مكنية شبه نفسه بسائل وشبه الدقيقة بإنسان تدل على شدة تأثره بمنظر الطفلة
كان كل شيء على ما يرام.. كناية عن اعتدال الحمل على رأسها
أطفال في مثل حجمها.. تشبيه يوضح المفارقة بين حالها وحالهم
يهللون ويصرخون.. كناية عن النشاط والسعادة
ابتلعتها الحارة.. استعارة مكنية شبه الحارة بحيوان يبتلعها تدل على اختفاء الطفلة عن ناظره
كتب حامد أحمد الشريف في الصحيفة السعودية "الجزيرة" في 13 مارس 2020: "عندما نذهب باتجاه القصة القصيرة الإبداعية سنتحدث يقيناً عن واقعية عميقة جداً، ورمزية مقبولة؛ فالمشاهد المروية ليست خيالية، بل كلنا يشاهدها، لكنه وحده الكاتب المبدع يغوص في ثناياها، ويستخرج منها اللؤلؤ والمرجان، وينثره على صفحاته البيضاء تاركاً لنا التعجب والدهشة ونحن نردد بهمس يا له من ساحر! كيف استوقفه هذا المشهد الذي لم يسترعِ انتباهنا؟! ولعلنا إن دققنا أكثر سنقول ـ وما زالت الدهشة تعقد ألسنتنا ـ كيف أمكنه اختزاله وتكثيفه بهذه الطريقة؟! ولعلنا أيضاً ـ إن كان لنا سابق خبرة بالقصة القصيرة ـ سنفغر فاهنا هامسين: يا له من مجنون! كيف استطاع صنع دهشة النهاية بهذا الإتقان؟! كيف وظفها في سياق القصة دونما افتعال؟! كيف صنعها وأتقن صنعها حتى بدت في سياقها الطبيعي؟!
في هذه القصة تبدو كل الأمور طبيعية جداً، وحدها النظرة كانت العتبة الأساسية والمهمة، وكما يقال زبدة القصيد، وكان باستطاعته تركنا نشرقُ ونغربُ في بحثنا عن مغزى قصته الإبداعية، لكنه ترفق بنا عندما وضعها في العنوان، وكأنه يخبرنا بأن القصة في تلك النظرة التي رمقت فيها الطفلة أترابها وهم يلعبون الكرة. أما ما بقي فهي توطئة فقط، واستنهاض لهمة القارئ للوصول للحظة الدهشة المستهدفة. ولو أنه أراد كتابتها بطريقة القصة القصيرة جداً المتداولة حالياً لكتب (وقفت الطفلة بملابسها المهلهلة غير بعيد وهي تحمل فوق رأسها صينية بطاطس بالفرن، يعلوها حوض كبير من الصاج، بداخله فطائر مخبوزة، نظرت إليهم ملياً ثم أكملت سيرها) أظن أن هذه الكلمات ـ على قلتها ـ أوصلت لنا ما يريده الكاتب، وهي مغزى القصة. فالنظرة لخصت الصراع العفوي الذي عاشته طفلة، تتمنى طفولتها، أو لعلنا نقول إنها تتحسر على طفولتها الضائعة، وهي تنظر لأترابها يتقاذفون الكرة، وتعلو أصواتهم المعبرة عن الفرح بينما انشغلت هي بأمر جلل، أعجز كاتبنا المبدع، وهي تحمل فوق رأسها هذا الحمل الثقيل الذي تحتاج لفهم قوانين الفيزياء حتى توازنه، ولنظريات علم النفس حتى تحافظ على اتزانها العاطفي، وتستحضر ثقتها بنفسها؛ كي لا يسقط منها.
كل ذلك كانت تتأتَّاه تلك الطفلة في سن مبكرة جداً. ما أدهشه وهو يراقبها بوجل، وكان الموقف سيمرُّ مرور الكرام، ولن يُلتفت إليه لولا "النظرة" التي استحضرها الراوي، وربما صنعها بحرفية عالية في مختبره الأدبي، وجهزنا جميعاً لفهمها بجمعه في سرده البسيط والمشوق بين الخوف والفضول العبثي للراوي المتخيل، والثقة والفضول العميق الذي يوقفك على مغازي الأشياء التي رصدها لطفلة قررت أن تروي لنا قصتها بـنظرة".
كتبت ريم إبراهيم على موقع «قصص واقعية» في 11 سبتمبر 2019: «حلم بعيد: وبالرغم من مغادرة الطفلة المكان الذي يقف به الكاتب إلا أن الكاتب سار خلفها ووضع عينه عليها متابعة لها وخوفا على سلامتها إذ أنها ستعبر طريقا مليئا بالسيارات، ومازال الكاتب يمشي خلفها إلى أن توقفت الطفلة فظن الكاتب أنها تحتاج مساعدة ما، ولكنها توقفت فجأة لتشاهد الأطفال الصغار الذين من سن عمرها أو يزيدون عليها قليلا، لقد رأى الكاتب الحلم في عينيها ولكنها لم تمكث إلا قليل واستكملت مسيرتها».
كتب "ملتقى الشعر": "عنوان «نظرة» تكشف عن نظرة الكاتب إلى الطفلة وإلى نظرته إلى الواقع الاجتماعي، وتحمل نظرة الطفلة إلى الأطفال والكرة، العلم والأمل. اتسمت القصة بالتركيز والتكثيف والاقتصاد الواضح في الوصف وعدم الثرثرة والاستطراد في السرد فكلمة (ستي) تدل علي القهر الاجتماعي وهي كافية دون أن تصرح الطفلة بشيء أو يسرف الكاتب في الحديث عن الظلم ..... الشخصية المحورية هنا هي شخصية الطفلة الصغيرة أما الكاتب فهو شخصية ثانوية يكتفى بالرواية. فالكاتب موجود لأنه يروي القصة وغير موجود لأنه لا يسيطر على الشخصية أو الموقف بأي شكل من الأشكال ولا يطغى وجوده بما يهدم البناء ويمزق النسيج.
كتبت هاجر الشرواني على صحيفة «نبض العرب» السعودية في 12 مارس 2021: «واحدة من تلك القصص القصيرة القليلة التي أدخلنا يوسف إدريس داخل عقل بطلتها تلك الطفلة البسيطة التي حاول يوسف إدريس تحويل موقف واحد معها إلى حدث رئيس في القصة بل لا نبالغ لو قلنا أنه جعلنا نتحول من قراء إلى منظرين ومتأملين وأطباء وعلماء تجمعنا كلنا نظرة واحدة وجهها يوسف ادريس نحو نظرة الطفلة إلى أقرانها من الأطفال وهم يعيشون الطفولة الحقة. اختزلت القصة في سطور قليلة قضية ضخمة تمس الإنسانية من طرفها الرقيق الناعم البريء وأعني بهم الأطفال محولا أذهاننا إلى ماكينة من أسئلة غاية في الأهمية والجدلية»، تتابع الكاتبة وتكتب: «الكتابة حول قصة نظرة أو أي منتج ليوسف إدريس هو عمل تسلطي لأننا مهما تأملنا تلك القصة أو ذلك العمل سوف نقيده في إطاره الضيق من خلال تصوراتنا نحن والعمل الأدبي الإبداعي إنما هو كطير حبسه العالم في قفص من ذهب وجاء الكاتب فأدخل يده للقفص وأخرجه مرسلا معاني الحرية والجمال. في الفضاء ليشاركه العالم تلك النظرة بدهشة مرسلا معاني الحرية والجمال. تصوير عالي الدقة بكاميرا تقع في فكره وإبداعه».
قدمت بعض المواقع التعليمية والمدرسية نص القصة مع شرح الكلمات والمحسنات والجماليات وعلى سبيل المثل، لا الحصر، قدم موقع وزارة التربية والتعليم المصرية شرح نص قصة «نظرة» وهي التي يتم تدريسها في نصوص السنة الثالثة الثانوية مع نماذج لأسئلة اختبارات حول القصة ومعانيها واستخلاص القيم الفنية.
صدر كتاب يحمل عنوان «الخطاب القصصي عند يوسف إدريس» للكاتب المصري عمرو علي العادلي  عام 2020 جاء فيه الحديث عن قصة «نظرة» حيث كتب الكاتب: «عندما نقارن بين رؤية العالم لدى الطفلة/ البطلة، في قصة (نظرة) وبين هذه القصة، يمكننا أن نرصد كل المياه التي جرت في نهر الحياة في مصر، سياسية واقتصادية واجتماعية وثقافية، فخلال أكثر من ثلاثة عقود كان الأمل يطل من نظرة الطفلة مفعماً بالأمل وحب الحياة .... يمكن القول إنه بعد رحيل يوسف إدريس منذ ما يقارب ثلاثة عقود، فإن شخصياته ورؤاهم للعالم، وعدم وجود أي تغيرات تذكر في المجتمع تجعل الدارس يضع يده على وجود حالة من الشلل في حركة التغير الاجتماعي».
نشر مقال للباحث المغربي محمد زيطان تحت عنوان «البنية السردية في القصة القصيرة قصة نظرة (تحليل) أنموذجاً للقاص يوسف إدريس» بتاريخ 26 يناير 2019 على موقع دنيا الوطن جاء فيه: «إن قصة «نظرة» هي تركيب فني تتقابل مجموعة من القيم والأفكار والمواقف والوضعيات، إذا كانت الطفلة ترصد تلك الاختلالات التي تجتاح البنية المجتمعية من خلال ذلك التفاوت الطبقي الشاسع بين الطبقات الفقيرة والميسورة، ويعكس الكاتب هذا التعارض بمعجم لغوي قصصي يستند إلى مجموعة من الثنائيات»، يتابع الباحث ويكتب: «هي نظرة مزدوجة تحاول أن تحيط بعالم تملأه التناقضات ويعمه الصراع. لهذا نجد أن الكاتب اختار هذه الصفة عنوانا لقصته، طالما لها هذا الوجود البارز في مساحة الحكي، وكما قلنا سابقا ففعل النظرة بعلاقته بالشخصيات هو فعل مزدوج، تارة يصدر من الشخصية الرئيسية (الطفلة)، وتارة من السارد. فالنظرة الأولى (نظرة الطفلة)، توحي إلى نظرة الحسرة والألم التي تنتاب نفسية هذه الطفلة الخادمة، وهي ترى أطفالا في مثل سنها يلعبون ويمرحون ويصرخون، بينما هي محرومة من اللعب والضحك، بل وتشقى بالعمل والمعاناة تنفيذا لأوامر سيدتها قسرا وجبرا».

## وصلات خارجية
https://al-maktaba.org/book/31862/11257 نظرة (قصة قصيرة)
https://www.hindawi.org/books/17394169/ نظرة (قصة قصيرة)
https://www.goodreads.com/book/show/6250529 نظرة (قصة قصيرة)